# جسم نيغري

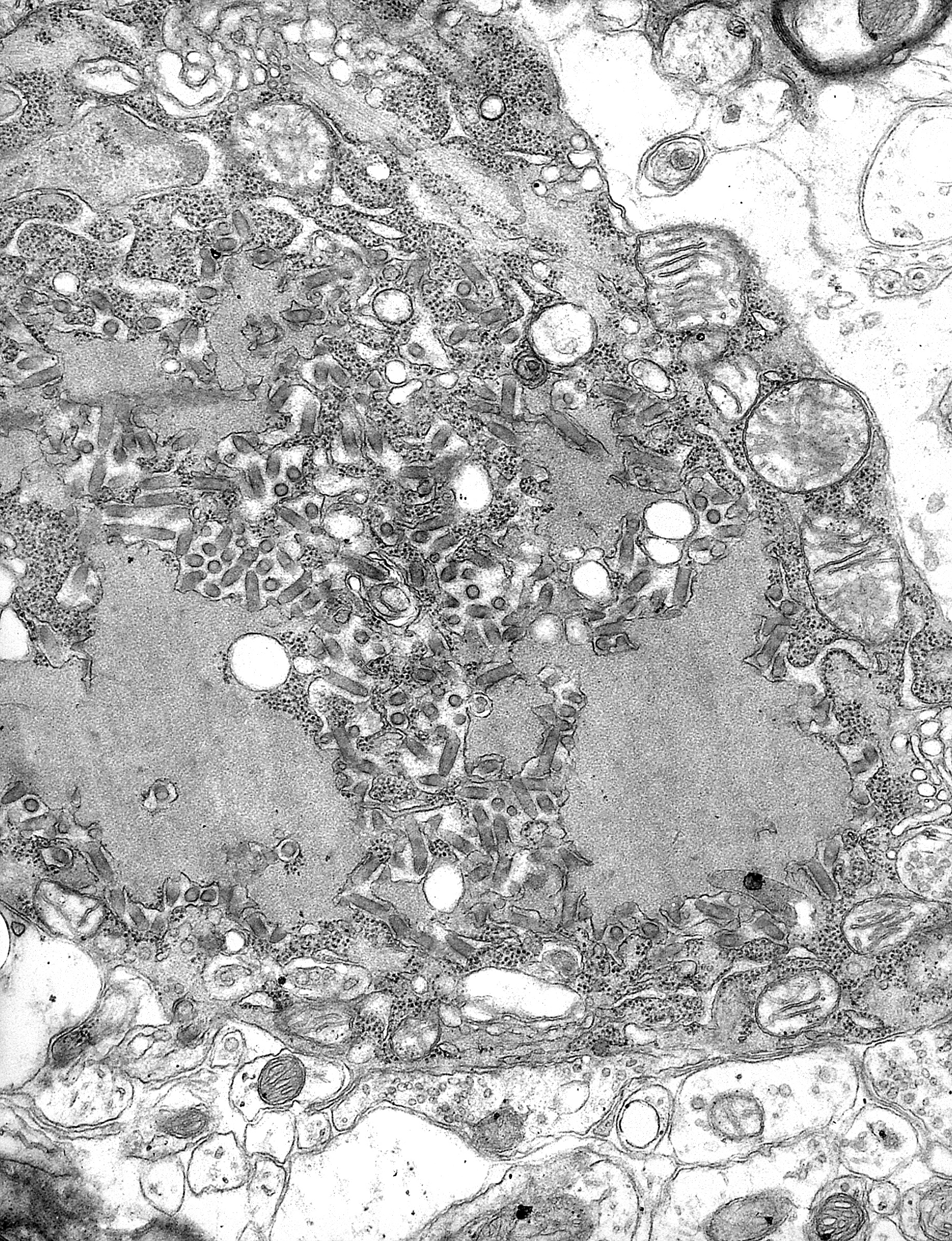
صورة مجهرية مع العديد من virions داء الكلب الهيئات (قضيب مثل جزيئات الرمادي الداكن صغيرة) ونيجري، أكبر اصم الخلوية الهيئات إدراج الإصابة بداء الكلب.

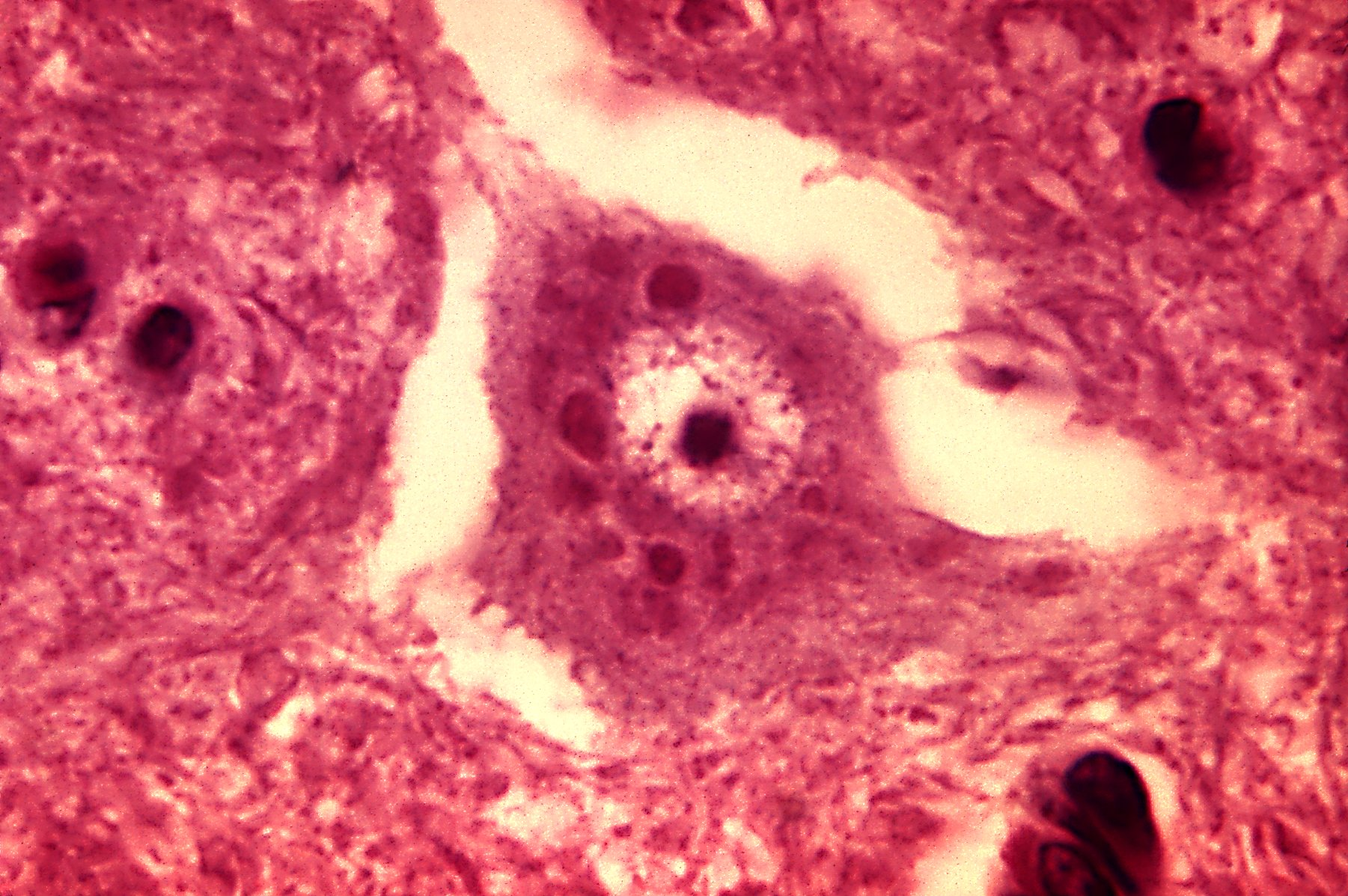
الوصف: هذه الصورة المجهرية تصور التغيرات النسيجية المرضية المرتبطة بالتهاب الدماغ بداء الكلب المحضر باستخدام صبغة H&E. ملاحظة الهيئات نيجري، والتي هي الخلوية الهيئات إدراج وجدت في معظم الأحيان في الخلايا الهرمية من قرن آمون، والخلايا العصبية في المخيخ. توجد أيضًا في خلايا النخاع والعديد من العقد الأخرى.

الهيئات نيجري (بالنجليزية: Negri bodies) هي اليوزيني، المبينة بشكل حاد، اصم الهيئات إدراج (2-10 قطرها ميكرومتر ) الموجودة في السيتوبلازم لخلايا عصبية معينة تحتوي على فيروس داء الكلب، خاصة في الخلايا الهرمية  داخل قرن آمون في قرن آمون . وغالبًا ما توجد أيضًا في خلايا بركنجي  من قشرة المخيخ المأخوذة من عينات دماغية لضحايا داء الكلب بعد الوفاة. وهي تتكون من بروتينات النوى الريبية التي ينتجها الفيروس. 
تم تسميتهم على اسم Adelchi Negri . 

## التاريخ واستخدامه كتشخيص داء الكلب
لاحظ أديلتشي نيغري، أخصائي علم الأمراض المساعد يعمل في مختبر كاميلو جولجي، هذه التضمينات في الأرانب والكلاب المصابة بداء الكلب . تم تقديم هذه النتائج في عام 1903 في اجتماع لـ Società Medico-Chirurgica of Pavia. قامت أخصائية علم الأمراض الأمريكية آنا ويسلز ويليامز بنفس الاكتشاف ،  ولكن لأن نيجري نشر نتائجه  أولاً، تحمل الجثث اسمه.
كان مقتنعا نيجري كانت شوائب وطفيليات الأوالي وكيل خاص بأسباب الأمراض داء الكلب. في وقت لاحق من نفس العام ، أظهر بول ريلينجر ورفعت باي فراشيري في القسطنطينية، وبشكل منفصل، ألفونسو دي فيستيا في نابولي، أن العامل المسبب لمرض داء الكلب هو فيروس قابل للترشيح. استمر نيغري حتى عام 1909 في محاولة إثبات أن التضمينات داخل الخلايا العصبية التي سميت باسمه تتوافق مع خطوات في الدورة التنموية لطائر أولي.
على الرغم من فرضيته الخاطئة في علم الأمراض، فإن اكتشاف نيغري يمثل اختراقًا في التشخيص السريع لداء الكلب ، وظل اكتشاف أجسام نيغري ، باستخدام طريقة طورتها آنا ويسلز ويليامز، الطريقة الأساسية للكشف عن داء الكلب على مدى الثلاثين عامًا التالية. 

## روابط خارجية
- قم بالتمرير في pathmicro.med.sc.edu - انظر الجزء السفلي
- شاهد فيديو عن علم الأمراض لجسم نيغري